# Rogério Manjate
Rogério Manjate (Lourenço Marques, abril de 1972) és un actor, director de teatre i realitzador de Moçambic, i autor de la poesia i ficció.

## Biografia
Rogério Manjate va néixer al veïnat de Malanga a Maputo, on va créixer i hi va viure fins al 2002. Va estudiar agronomia a la Universitat Eduardo Mondlane. Des de 1991 és membre del grup d'actors Mbêu, i des de 1992 és membre del grup de teatre Mutumbela Gogo, treballant en ambdós grups fins 1995. Actualment dirigeix i actua en la seva pròpia companyia, Galagalazul, que en 2005 va estrenar l'obra Na Solidão dos Campos de Algodão.
En 2000 va seleccionar els texts per al llibre Colectânea Breve de Literatura Moçambicana. En 2001 va publicar el llibre de narracions Amor Silvestre amb el que va guanyar el Premi Literari TDM d'aquell any. Aquest llibre inclou històries escrites durant un període de molts anys, contes curts i intensos de la vida urbana i suburbana contemporània a Moçambic,
miniatures que cobreixen tots els aspectes de la vida de les persones: les seves lluites, esperances, les tensions i també disbarats. El seu primer llibre de literatura infantil, Casa em Flor (2004) va guanyar el Premi de Literatura Infantil FBLP de 2002. La seva història À Imagem e Semelhança va guanyar el Premi Internacional de Narracions Curtes al Guimarães Rosa/RFI de Paris de 2002. També va publicar Choveria Areia (2005) i Mbila + Dinka (2007). És membre de l'Associação dos Escritores Moçambicanos i ha col·laborat a la revista literària online Maderazinco i a la revista de l'AEMO Luanova.
Com a director de cinema ha dirigit i produït O meu marido está a negar (2007), un film sobre la discriminació pel VIH/SIDA. El 2008 va guanyar el premi al millor curtmetratge al Festival Internacional de Cinema de Durban pel seu curt I Love You, que també va guanyar el premi al millor curt al festival Africa in Motion (AiM) celebrat a Edimburg del 23 d'octubre al 2 de novembre de 2008 in, així com el Festival de Cinems Africà de Tarifa (FCAT) en 2009. Aquesta pel·lícula, que tracta de la qüestió de sexe segur, va ser produït per la UNESCO.

## Obres
- Colectânea breve de literatura moçambicana (red. 2000)
- Amor Silvestre (2001)
- Casa em flor (2004)
- Choveria Areia (2005)
- Mbila + Dinka (2007)
- An interrogation of the body archetypes in theatre making (2014)

## Filmografia
- O meu marido está a negar (documental, 2007)
- I Love You (2008)